# Avispea
Avispea är en ort i Estland. Den ligger i Väike-Maarja kommun och landskapet Lääne-Virumaa, i den centrala delen av landet, 100 km öster om huvudstaden Tallinn. Avispea ligger 127 meter över havet och antalet invånare är 131.
Terrängen runt Avispea är platt. Runt Avispea är det mycket glesbefolkat, med 5 invånare per kvadratkilometer. Närmaste större samhälle är Väike-Maarja, 6,3 km väster om Avispea. Trakten runt Avispea består till största delen av jordbruksmark.